# Ceuthophilus baboquivariae
Ceuthophilus baboquivariae är en insektsart som beskrevs av Theodore Huntington Hubbell 1936. Ceuthophilus baboquivariae ingår i släktet Ceuthophilus, och familjen grottvårtbitare. Inga underarter finns listade i Catalogue of Life.